# Argumento de Penrose-Lucas
O argumento de Penrose-Lucas é um argumento lógico parcialmente baseado em uma teoria desenvolvida pelo matemático e lógico Kurt Gödel . Em 1931, provou que toda teoria efetivamente gerada, capaz de provar a aritmética básica: ou falha em ser consistente ou falha em ser completa. Devido à capacidade dos humanos em ver a verdade das sentenças de Gödel do sistema formal, argumenta-se que a mente humana não pode ser computada em uma máquina de Turing que funcione na aritmética de Peano porque esta última não pode ver o valor de verdade de sua sentença de Gödel, enquanto as mentes humanas podem. O matemático Roger Penrose modificou o argumento em seu primeiro livro sobre consciência, A Mente Nova do Rei  (1989), onde o usou para fornecer a base de sua teoria da consciência: redução objetiva orquestrada.
O argumento de Penrose-Lucas é essencialmente uma aplicação do teorema de incompletude de Gödel à questão da capacidade da mente humana em superar as limitações de uma máquina de Turing. Em 1931, Kurt Gödel demonstrou que qualquer sistema formal capaz de expressar a aritmética básica será ou inconsistente ou incompleto. Isso implica que existem proposições verdadeiras sobre números naturais que não podem ser provadas dentro desse sistema. Penrose e Lucas argumentam que, como os seres humanos são capazes de entender e reconhecer a verdade dessas proposições de Gödel, isso sugere que a mente humana opera de forma diferente de uma máquina de Turing que opera apenas com lógica formal. Eles propõem que a mente humana pode acessar algum tipo de verdade matemática ou lógica que vai além do que uma máquina de Turing pode alcançar. Essencialmente, Penrose modifica o argumento de Gödel para sugerir que a mente humana não pode ser reduzida a um sistema computacional como uma máquina de Turing, porque nossa capacidade de compreender e reconhecer verdades matemáticas vai além das capacidades dessas máquinas, seres humanos tem acesso ao conhecimento intuitivo. Isso forma a base para a teoria da consciência de Penrose, conhecida como "redução objetiva orquestrada".

## Antecedentes
Kurt Gödel mostrou que qualquer teoria deste tipo que inclua também uma afirmação da sua própria consistência é inconsistente. Um elemento-chave da prova é o uso da numeração de Gödel para construir uma "sentença de Gödel" para a teoria, que codifica uma afirmação de sua própria incompletude: "Esta teoria não pode provar esta afirmação"; ou "Não posso comprovar neste sistema". Ou esta afirmação e a sua negação são ambas improváveis (a teoria é incompleta) ou ambas demonstráveis (a teoria é inconsistente). Na primeira eventualidade a afirmação é intuitivamente verdadeira  (uma vez que não é demonstrável); caso contrário, a afirmação é intuitivamente falsa – embora demonstrável.
Uma afirmação análoga foi usada para mostrar que os humanos estão sujeitos aos mesmos limites que as máquinas: “Lucas não pode afirmar consistentemente esta fórmula”. Em defesa do filósofo John Lucas, JE Martin e KH Engleman argumentaram em "A mente tem duas visões" que Lucas pode reconhecer que a frase é verdadeira, pois há um ponto de vista a partir do qual ele pode entender como a frase o engana.  Deste ponto de vista, Lucas pode compreender que não pode afirmar a frase – e, consequentemente, pode reconhecer a sua verdade.  Ainda assim, esta crítica só funciona se assumirmos que podemos substituir o raciocínio de Lucas por um sistema formal que tem uma sentença de Gödel, mas o argumento de Penrose-Lucas tenta provar o contrário: a nossa capacidade de compreender este nível de aritmética não é um procedimento eficaz que pode ser simulado em uma máquina de Turing.

Penrose argumentou que, embora um sistema de prova formal não possa provar a sua própria consistência, os resultados improváveis de Gödel podem ser provados por matemáticos humanos.  Ele entende que esta disparidade significa que os matemáticos humanos não podem ser descritos como sistemas de prova formais (cujos teoremas podem ser provados usando um objeto abstrato como um computador) e, portanto, estão executando um algoritmo não computável. Afirmações semelhantes sobre as implicações do teorema de Gödel foram originalmente defendidas por Alan Turing no final da década de 1940, pelo próprio Gödel em sua palestra Gibbs de 1951, por E. Nagel e JR Newman em 1958,  e foram posteriormente popularizadas por Lucas em 1961.
A conclusão inevitável parece ser: os matemáticos não estão a utilizar um procedimento de cálculo reconhecidamente sólido para determinar a verdade matemática. Deduzimos que a compreensão matemática – o meio pelo qual os matemáticos chegam às suas conclusões com respeito à verdade matemática – não pode ser reduzida ao cálculo cego!

-Roger  Penrose

## Consequências
Se correto, o argumento de Penrose-Lucas cria a necessidade de compreender a base física do comportamento não computável no cérebro.  A maioria das leis físicas são computáveis e, portanto, algorítmicas. No entanto, Penrose determinou que o colapso da função de onda era o principal candidato para um processo não computável. Na mecânica quântica , as partículas são tratadas de forma diferente dos objetos da mecânica clássica . As partículas são descritas por funções de onda que evoluem de acordo com a equação de Schrödinger . Funções de onda não estacionárias são combinações lineares dos autoestados do sistema, um fenômeno descrito pelo princípio da superposição . Quando um sistema quântico interage com um sistema clássico – ou seja, quando um observável é medido – o sistema parece entrar em colapso para um estado próprio aleatório daquele observável a partir de um ponto de vista clássico. Se o colapso for verdadeiramente aleatório, então nenhum processo ou algoritmo pode prever deterministicamente o seu resultado. Isso forneceu a Penrose um candidato para a base física do processo não computável que ele supôs existir no cérebro. No entanto, ele não gostou da natureza aleatória do colapso induzido pelo ambiente, já que a aleatoriedade não era uma base promissora para a compreensão matemática. Penrose propôs que sistemas isolados ainda podem sofrer uma nova forma de colapso da função de onda, que ele chamou de redução objetiva (OR).
Penrose procurou conciliar a relatividade geral e a teoria quântica usando suas próprias ideias sobre a possível estrutura do espaço-tempo.  Ele sugeriu que na escala de Planck o espaço-tempo curvo não é contínuo, mas discreto. Penrose postulou que cada superposição quântica separada tem seu próprio pedaço de curvatura do espaço-tempo , uma bolha no espaço-tempo. Penrose sugere que a gravidade exerce uma força sobre essas bolhas do espaço-tempo, que se tornam instáveis acima da escala de Planck (10-35m) e colapsam para apenas um dos estados possíveis.
O limite aproximado para OR (redução objetiva orquestrada) é dado pelo princípio da indeterminação de Penrose:
Assim, quanto maior a energia de massa do objeto, mais rápido ele sofrerá OR (redução objetiva orquestrada) e vice-versa. As superposições em nível atômico exigiriam 10 milhões de anos para atingir o limite OR (redução objetiva orquestrada), enquanto um objeto isolado de 1 quilograma atingiria o limite OR em 10 −37 s. Objetos em algum lugar entre essas duas escalas poderiam entrar em colapso em uma escala de tempo relevante para o processamento neural. Uma característica essencial da teoria de Penrose é que a escolha dos estados quando ocorre a redução objetiva não é selecionada aleatoriamente (como o são as escolhas após o colapso da função de onda ) nem algoritmicamente. Em vez disso, os estados são selecionados por uma influência “não computável” incorporada na escala de Planck da geometria do espaço-tempo. Penrose afirmou que tal informação é platônica, representando pura verdade matemática, valores estéticos e éticos na escala de Planck. Isto se relaciona com as idéias de Penrose sobre os três mundos: físico, mental e o mundo matemático platônico. Em sua teoria, o mundo platônico corresponde à geometria do espaço-tempo fundamental que afirma apoiar o pensamento não computacional.   

## Crítica
O argumento de Penrose-Lucas sobre as implicações do teorema da incompletude de Gödel para as teorias computacionais da inteligência humana foi criticado em diversos aspectos e o consenso entre os críticos é de que geralmente de que suas conclusões são problemáticas e não são convincentes.
O filósofo e matemático Solomon Feferman criticou pontos detalhados no segundo livro de Penrose, Shadows of the Mind (Sombras da mente) . Ele argumentou que os matemáticos não progridem pela busca mecanicista através de provas, mas pelo raciocínio de tentativa e erro, insight e inspiração, e que as máquinas não compartilham esta abordagem com os humanos. Ele ressaltou que a matemática cotidiana pode ser formalizada. Ele também rejeitou o platonismo de Penrose.  Ainda assim, isto não explica o seu argumento central da alegada capacidade da mente humana para provar sentenças improváveis de Gödel. Além disso, a Inteligência artificial baseada na aprendizagem por reforço pode funcionar realizando ações em um ambiente a fim de maximizar a noção de recompensa cumulativa , agindo como procedimentos de tentativa e erro.
Geoffrey LaForte apontou que, para saber a verdade de uma sentença de Gödel improvável, é preciso já saber que o sistema formal é consistente (embora este não tenha sido o ponto que Lucas tentou enfatizar); referenciando Paul Benacerraf, ele tentou demonstrar que os humanos não podem provar que são consistentes,  e com toda a probabilidade os cérebros humanos são algoritmos inconsistentes que usam algum tipo de lógica paraconsistente , apontando alegadas contradições nos próprios escritos de Penrose como exemplos. Da mesma forma, Marvin Minsky argumentou que, como os humanos podem acreditar que ideias falsas são verdadeiras, a compreensão matemática humana não precisa ser consistente e a consciência pode facilmente ter uma base determinística.  Penrose argumentou contra Minsky afirmando que os erros cometidos pelos matemáticos humanos são irrelevantes porque são corrigíveis, enquanto as verdades lógicas são “verdades incontestáveis” para as pessoas, que são as saídas de um sistema sólido e as únicas que importam.  Os erros não implicam diretamente que a mente humana seja inconsistente por si só: os organismos biológicos estão sujeitos a turbulências cognitivas, redução da memória de longo prazo e mudanças de atenção; estes reduzem a nossa capacidade de raciocínio e fazem com que os humanos ajam inconscientemente, sem levar em consideração todas as variáveis possíveis de um sistema. Assim, vale uma disjunção: ou a mente humana não é um cálculo de uma Máquina de Turing; ou é o produto de uma Máquina de Turing inconsistente que poderia estar raciocinando usando algum tipo de lógica inconsistente.